# Aspalathus acutiflora
Aspalathus acutiflora är en ärtväxtart som beskrevs av Rolf Martin Theodor Dahlgren. Aspalathus acutiflora ingår i släktet Aspalathus och familjen ärtväxter. Inga underarter finns listade i Catalogue of Life.